# Caesarodunum
Caesarodunum est le nom de la ville du Haut-Empire qui a précédé Tours, dans la plaine alluviale séparant la Loire du Cher. Fondation romaine probable du tournant de notre ère, Caesarodunum connaît un important développement dès le Ier siècle et jusqu'à la fin du IIe siècle. Les témoignages archéologiques de cette époque, quoique rares, ne laissent aucun doute à cet égard : un temple et un amphithéâtre colossaux, un aqueduc alimenté par une noria puisant l'eau de la Loire, un second aqueduc d'une longueur d'environ 25 km, au moins deux établissements thermaux publics, une trame viaire (réseau formé par toutes les voies de circulation, bien que très parcellaire), un pont de bois sur la Loire et des vestiges de plusieurs habitats sont mis au jour sur une aire de plus de 60 hectares.
Dans la première moitié du IVe siècle, comme de nombreuses autres cités de la Gaule romaine, la ville se resserre dans et autour d'une enceinte fortifiée ; son nom évolue progressivement vers Civitas Turonorum du nom de son peuple d'origine, au moment où elle est élevée au rang de capitale de la IIIe Lyonnaise, à la faveur d'une réorganisation administrative de l'Empire romain vers 360 ou un peu plus tard.
Plus aucun vestige de la ville du Haut-Empire n'est visible à l'air libre dans Tours intra-muros, excepté de rares assises de maçonnerie dans un jardin archéologique et, temporairement, selon les variations du niveau de la Loire, quelques pieux d'un pont en bois ; seules subsistent dans la vallée du Cher quelques ruines de l'aqueduc qui assurait l'approvisionnement de Caesarodunum en eau ; d'autres vestiges (temple, amphithéâtre) perdurent dans des caves. De la ville fortifiée du Bas-Empire demeurent par contre d'importants vestiges de l'enceinte ainsi que, de temps à autre là encore, les restes d'un second pont en bois.

## L’archéologie urbaine à Tours

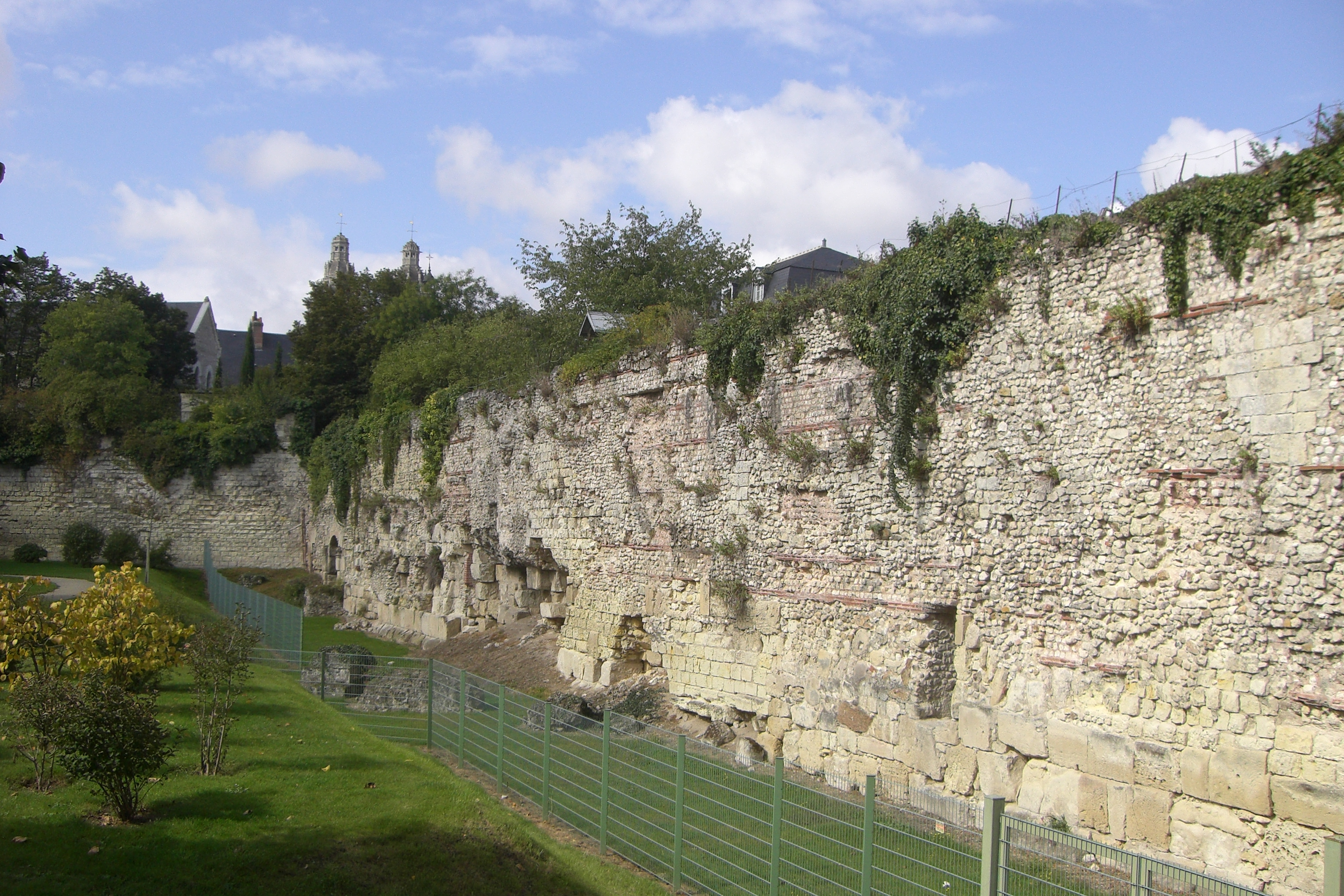
Mur du castrum du Bas-Empire, Jardin des Vikings.

### Survol historique rapide
L'historien Geoffroy de Monmouth serait l'auteur d'une légende sur la naissance de la ville de Tours : selon lui, Turnus, un « roi des Gaules », l'aurait fondée et lui aurait donné son nom ; cette légende, qui aurait pris naissance en raison de la présence dans le rempart du Bas-Empire d'un bloc de frise abusivement pris pour le sarcophage de Turnus, est relayée en 1776 par Félix Le Royer de La Sauvagère. À la suite de la campagne napoléonienne d'Égypte, un véritable engouement pour l'archéologie s'empare de toute la France avec la création de nombreuses sociétés savantes. La Société archéologique de Touraine, fondée en 1840 par quatre amoureux des monuments historiques, entreprend un inventaire de tous les vestiges d'Indre-et-Loire, et notamment de Tours. C'est ainsi qu'une commission est créée en 1853, et à sa tête le général de Courtigis, avec pour mission d'inventorier les antiquités gallo-romaines de Tours. En 1873 est publiée la première « Histoire de Tours ». La Première Guerre mondiale met un frein aux études archéologiques. Seules quelques figures, comme celles du baron Henry Auvray et de Robert Ranjard, auteur de « la Touraine archéologique », ouvrage plusieurs fois complété et réédité, émergent. Après la seconde Guerre mondiale, les impératifs de reconstruction de Tours, sinistrée par des bombardements allemands en 1940, s'opposent souvent aux intérêts des défenseurs de l'archéologie même si, ponctuellement, quelques architectes sollicitent l'avis d'archéologues. Ce n’est qu'en 1973 que la dimension archéologique est systématiquement intégrée à tous les projets d'aménagement urbain, avec la création du Laboratoire d'archéologie urbaine de Tours (LAUT). Les missions de ce laboratoire sont reprises au début des années 1990 par le Laboratoire Archéologie et territoires (LAT), qui est en 2018 une des équipes de l'Unité Mixte de Recherche (Université François-Rabelais de Tours / Centre national de la recherche scientifique - CNRS) Citeres. Depuis le début des années 2000, l'Institut national de recherches archéologiques préventives (INRAP) et le Service archéologique du département d'Indre-et-Loire (SADIL) sont les principaux opérateurs d'archéologie préventive à Tours. Ils réalisent les diagnostics et les fouilles sur prescription de l’État, service régional de l'Archéologie (SRA) de la Direction régionale des affaires culturelles (DRAC) du Centre-Val de Loire, (Ministère de la Culture). Le SRA joue également un rôle de coordination des projets, d'inventaire et de diffusion des résultats. En 2003, un arrêté préfectoral fixe les conditions dans lesquelles toute opération d’urbanisation doit au préalable faire l’objet d’un accord de la DRAC.

### Découverte du passé antique de Tours en quelques dates

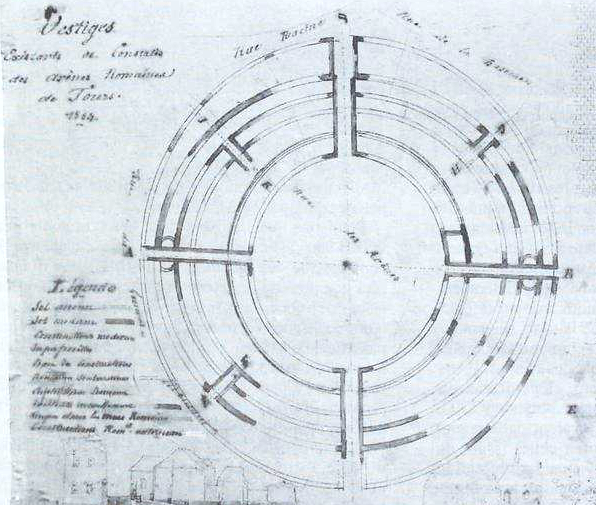
Plan de l'amphithéâtre (1855).

Liste non-exhaustive
En 1855, la mission de Courtigis redécouvre les vestiges de l'amphithéâtre. En 1951, les travaux de déblaiement du centre-ville, sinistré depuis 1940, permettent la mise au jour des vestiges du grand temple. En 1971, le club archéologique du lycée Descartes, sous la direction scientifique de Jacques Dubois, entreprend une étude exhaustive des vestiges de l’amphithéâtre, étude dont les résultats sont publiés en 1974 par la société archéologique de Touraine (SAT). À la même époque, des fouilles entreprises près du château de Tours attestent la présence d'habitations et de thermes antiques. Un autre établissement thermal est découvert lors de travaux d’agrandissement du lycée Descartes, entre 1999 et 2002. Les observations réalisées en 2003 aboutissent à l'invention du pont du Haut-Empire. À l'automne 2006, l'exposition Tours antique et médiéval, au château de Tours, présente les résultats de 40 années d'archéologie urbaine dans la ville ; un ouvrage de synthèse sur ces résultats paraîtra dans la foulée, en 2007. Les travaux liés à la construction de la première ligne de tramway de Tours, menés de 2010 à 2013, n'ont pas fondamentalement fait avancer les connaissances sur la ville antique dont les vestiges, trop profondément enfouis dans le sol, ne pouvaient généralement pas être atteints.

### Contraintes et limites de l'archéologie urbaine
Il est encore très difficile aujourd’hui de se figurer la physionomie de Caesarodunum. Les fouilles archéologiques sont rares dans ce secteur de Tours ; elles résultent souvent d'opportunités, intéressent de très faibles surfaces, s'inscrivent mal dans un programme préétabli et surtout ne permettent que très rarement d’atteindre les strates archéologiques antiques : en bordure de Loire, les dépôts archéologiques atteignent une épaisseur de 7 m, qui va toutefois en diminuant à mesure que l’on s’éloigne du fleuve. Les informations fournies par les études archéologiques sont donc très fragmentaires et d’interprétation parfois hasardeuse. Enfin, la lecture qui en est faite est susceptible d'évoluer en fonction de données archéologiques plus récentes. À titre d'exemples, les sources archéologiques disponibles à la fin des années 1950 conduisaient à situer dans le seul quartier de la cathédrale le noyau antique de Caesarodunum et ce n'est que depuis 2001 que l'antériorité d'un peuplement gaulois sur le site de Tours est acquise.

## Toponymie
La première mention du nom antique de Tours se trouve dans les écrits de Ptolémée au début du IIe siècle, sous le nom de Καισαρόδουνον, transposé en latin sous la forme Caesarodunum. Ce nom de lieu, d'origine gauloise, est le composé du nom de personne latin Cæsar, patronyme de plusieurs empereurs romains, et de l'appellatif d’origine celtique -dunum, signifiant « colline » ou « forteresse » ; Caesarodunum se présente donc comme la colline dédiée à César ou la forteresse de César. Dans le cas présent, la première hypothèse semble devoir être privilégiée, Caesarodunum étant, au moment de sa fondation, une ville ouverte dépourvue d'enceinte mais implantée, au moins partiellement, sur une butte légèrement surélevée par rapport au terrain environnant. Compte tenu des différents éléments archéologiques à disposition, et considérant que la ville fut fondée au tournant de l'ère chrétienne, il semble logique d'attribuer le nom de César à Caius Julius Cæsar Octavianus « Augustus » (Auguste). Robert Bedon suggère que le principe de ces noms doubles aurait pu être « importé » en Gaule par des vétérans de l'armée romaine combattant contre Pompée ; Jules César avait fait appel à des nobles gaulois pour grossir les rangs de son armée ; ces derniers auraient rencontré, au cours de leur campagne, en Thrace notamment, plusieurs villes dont les noms étaient formés sur le même principe, la terminaison étant toutefois -polis ; revenus en Gaule, eux ou leurs descendants auraient pu reprendre le principe de ces noms doubles, adaptés à l'onomastique locale. Ce type toponymique est peut-être l'une des premières manifestations d'un « métissage » entre les deux cultures. Mais les dédicaces de cités gauloises à des généraux ou empereurs romains témoignent surtout de la volonté des Celtes favorables à l'Empire, d'honorer Rome et de lui assurer leur fidélité, c'est un signe d'allégeance à Rome. Ce n'est pas encore l'indice d'une progression de l'usage du latin dans la société gauloise, c'est pourquoi le second élément de ces dédicaces (sauf en Provence) est toujours gaulois (cf. Augustodurum (Bayeux); Augustoritum (Limoges); Augustodunum (Autun); Caesaromagus (Beauvais), etc.). D'une manière plus générale, on constate l'intégration progressive de plus en plus d'anthroponymes latins dans l'onomastique personnelle des Gaulois, ce qui correspond à la mode des prénoms germaniques au Moyen Âge ou à celle des prénoms américains dans la France contemporaine.

## Civitas Turonorum

Limites supposées de la cité des Turons (') comparées à celle du département d'Indre-et-Loire (').

Caesarodunum est le chef-lieu de la cité des Turons, un territoire relativement restreint dont les limites sont proches de celles du département d'Indre-et-Loire,, ; vingt-huit agglomérations secondaires sont attestées pour l'époque gallo-romaine par recoupement entre les preuves archéologiques et les sources écrites, principalement Grégoire de Tours. Ce nombre est important pour un territoire de la taille de la civitas Turonorum. Les deux tiers sont localisées dans les vallées de la Loire et de ses principaux affluents, le Cher, l’Indre et la Vienne (à laquelle il faut rajouter la Creuse).

## Fondation de la ville

### Site retenu
Il se situe en bordure de la Loire, au croisement de plusieurs voies antiques déjà existantes et rayonnant vers Angers, le Mans, Orléans, Bourges et Poitiers ; cette situation géographique semble avoir été l'élément déterminant dans le choix du site, plus encore que la proximité des voies navigables constituées par la Loire et le Cher. Un facteur politique doit également être pris en compte : l'implantation de Caesarodunum à proximité de plusieurs oppida gaulois aujourd'hui attestés (les Châteliers à Amboise, Champ-Chevrier à Rochecorbon et Montboyau à Fondettes) devait répondre à une nécessité de contrebalancer les pouvoirs locaux en place. Un peuplement gaulois, et peut-être même une véritable agglomération, a déjà occupé cet emplacement entre 180 av. J.-C. et 120 av. J.-C., mais les données disponibles en 2007 semblent indiquer qu'il avait disparu bien avant la fondation de Caesarodunum et rien ne permet d'affirmer que sa présence entre en ligne de compte dans le choix du site antique.
Caesarodunum sera construite sur une plaine alluviale, entre la Loire et le Cher, dont l'altitude moyenne est alors d'environ 41 m, exception faite d'une butte située au nord-est du site et qui culmine à 51 m. Cette plaine était potentiellement inondable même si l'on pense que les crues majeures de la Loire étaient alors moins fréquentes et moins dévastatrices car le fleuve disposait d'un lit majeur très large où les inondations pouvaient s'épancher ; elle était parcourue de chenaux plus ou moins temporaires à l'approche du confluent des deux cours d’eau.

### Date et contexte historique de la fondation
Aucun élément ne permet de la fixer avec une grande précision ; la cité semble avoir pris naissance entre 10 av. J.-C. et 30 apr. J.-C. C'est à cette époque que, sous l'impulsion de l’empereur Auguste, qui régna de 27 av. J.-C. à 14 apr. J.-C., ou de son successeur Tibère, empereur de 14 à 37, on assiste à la fondation de nombreuses cités de Gaule. Ces fondations multiples répondent aux exigences des dirigeants de l'Empire romain d’accélérer la romanisation des territoires conquis en bâtissant des villes qui devront être des vitrines de la civilisation romaine.

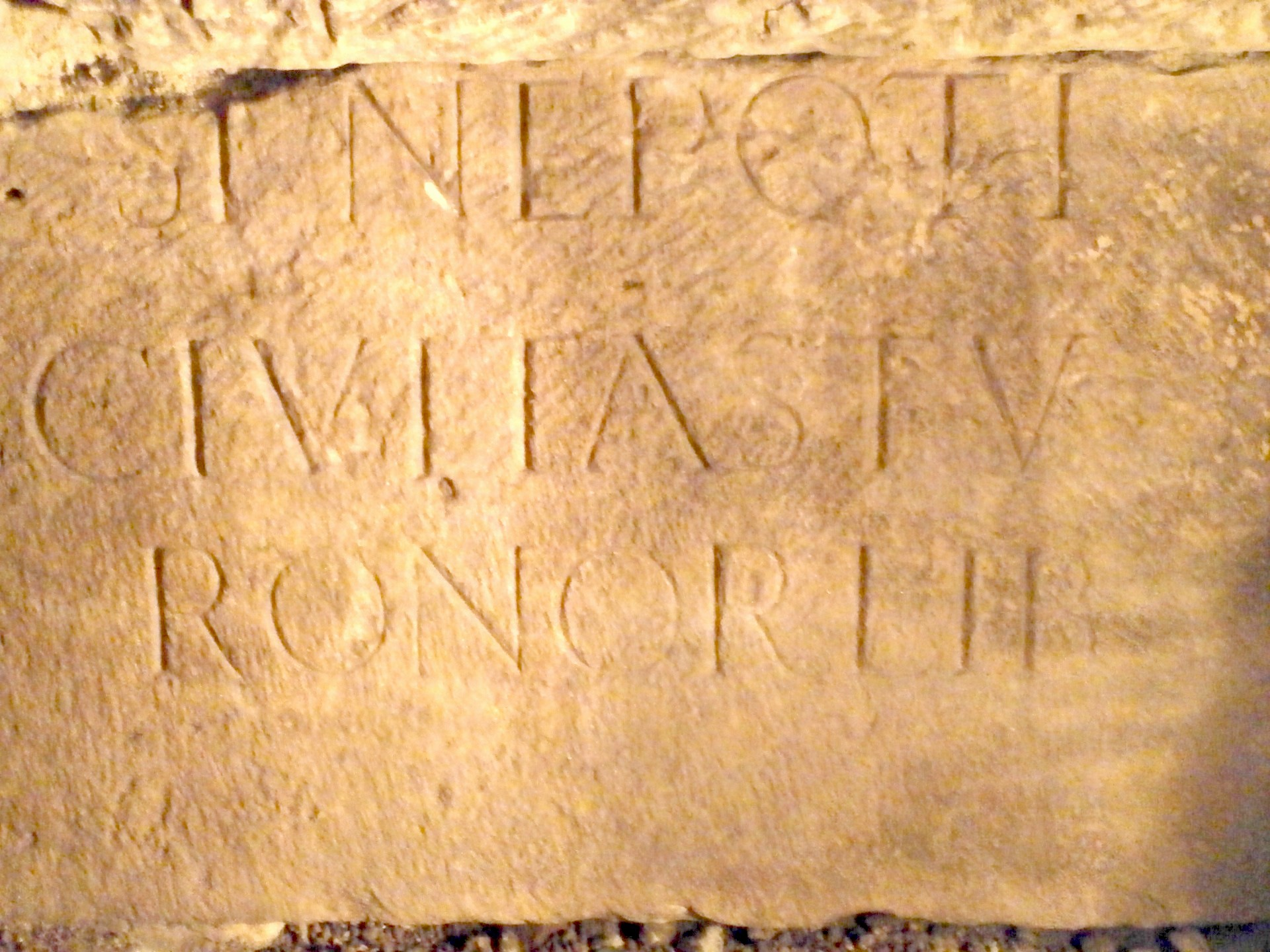
Inscription lapidaire « CIVITAS TVRONORVM LIBERA ».

Caesarodunum, comme toute la cité des Turons, acquiert, probablement dès sa fondation, le statut de cité libre. En témoignent deux blocs sculptés datés du Ier siècle réutilisés dans les fondations de l'enceinte du Bas-Empire et portant l'inscription (une fois développée et complétée) « CIVITAS TVRONORVM LIBERA ». Le statut de cité libre, octroyé au territoire et pas seulement à sa « capitale », dispense de payer à Rome d'importants impôts, mais Tibère abrogera ce privilège pour améliorer les finances de l'Empire. C'est peut-être ce qui occasionnera, en 21, une révolte vite maîtrisée de plusieurs peuples dont les Turons :
« Les cités gauloises, fatiguées de l'énormité des dettes, essayèrent une rébellion... Le Trévire Florus, l'Éduen Sacrovir... se répandirent en discours séditieux... ajoutant que, la discorde étant dans la légion, l'occasion était belle pour ressaisir la liberté... Ce furent les Andécaves et les Turons qui éclatèrent les premiers... Les Turons furent défaits par un corps de légionnaires que le légat Acilius Aviola reçut en renfort de Germanie... »

### Limites de la ville antique

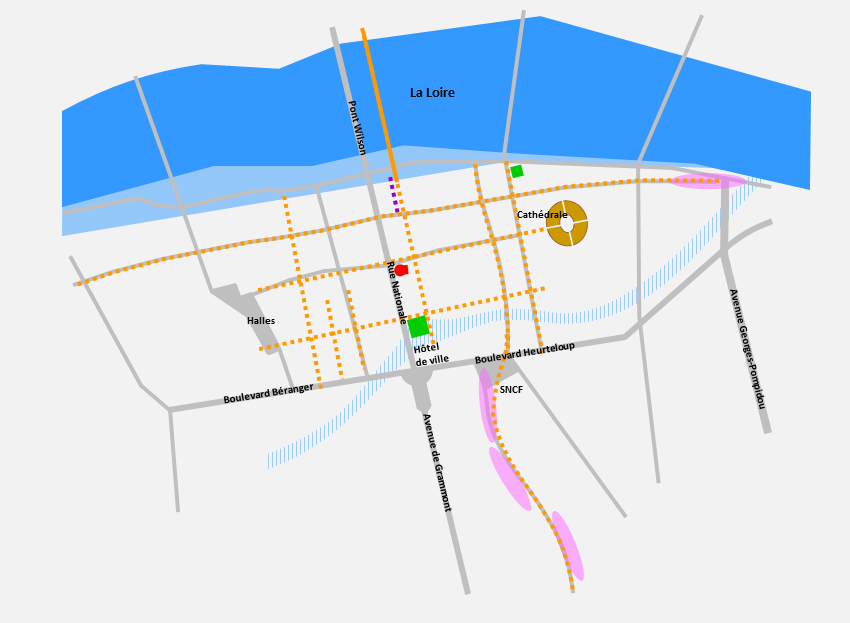
La voirie et les monuments de Caesarodunum au II, dans la ville actuelle,.
traits gris : quelques repères de la voirie moderne - bleu clair : la Loire à l'époque antique - hachures bleues : le chenal préhistorique - pointillés violets : l'aqueduc - trait plein orange : le pont antique - pointillés orange : les voies antiques - vert : les thermes - brun : l'amphithéâtre - rouge : le temple - rose : les nécropoles - les habitats ne sont pas représentés.

Cæsarodunum, dès sa fondation, a bénéficié d’un espace constructible d’environ 60 à 80 ha en forme de triangle limité à l’ouest par une ligne perpendiculaire à la Loire et passant par l’actuelle place Gaston-Paillhou, au nord par la Loire depuis la rue de la Victoire en aval jusqu’au rond-point des Français Libres, du nord-est au sud-ouest par une ligne allant du rond-point des Français Libres jusqu’au carrefour de la rue Marceau et du boulevard Béranger ; cette dernière limite semble avoir été imposée par la présence d’un chenal déjà en voie de comblement à cette époque et totalement disparu aujourd’hui,.
Caesarodunum est, en outre, sous le Haut-Empire, une ville ouverte, c'est-à-dire dépourvue d'enceinte défensive ou symbolique.
Il est impossible d’évaluer la population résidant à Caesarodunum sous le Haut-Empire. Archéologues et historiens proposent des densités de population, pour les villes de la Gaule romaine, allant de 150 à 225 habitants/ha ; cette fourchette, déjà large, suppose en outre que la superficie de la ville soit connue avec précision et que la densité de population y soit uniforme : ce n’est pas le cas à Tours. La plupart des villes d’importance moyenne de Gaule, Caesarodunum comprise, ne devaient pas dépasser 5 000 à 6 000 habitants. Cette valeur concorde avec la proposition de 6 000 habitants faite en 1948 pour Tours par Jacques Boussard et reprise en 1979 par Henri Galinié et Bernard Randoin.

## Tours sous le Haut-Empire
Au Ier siècle, la ville s'organise à l'intérieur de l'enveloppe déjà évoquée ; les monuments publics ainsi que la voirie se mettent en place vers le milieu du siècle, et les habitations encore partiellement construites avec des matériaux périssables au début du siècle, font l'objet de reconstructions en maçonnerie dans la seconde moitié du siècle. Le IIe siècle est considéré comme celui de l'apogée de la ville romaine ; les monuments et les équipements publics, comme les thermes, sont agrandis ; les domus sont rénovées et de nouvelles pièces leur sont adjointes.

### Réseau de voirie, le pont et l'embarcadère

#### Voies antiques

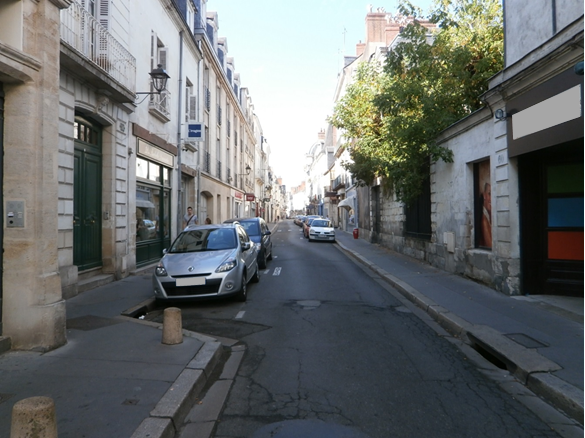
La rue de la Scellerie (possible decumanus maximus).

Les rares vestiges de voirie mis au jour semblent indiquer que les voies antiques de Caesarodunum n’étaient pas recouvertes de grandes dalles de pierre, comme le voudrait l'imagerie populaire mais plutôt de pierres ou de cailloux de plus petite dimension, tassés et renouvelés au fur et à mesure de l’usure de la chaussée, utilisant opportunément les ressources locales comme c'était généralement le cas.
Les rues de Caesarodunum étaient organisées selon une trame sub-orthogonale.
Sont attestés des cardines perpendiculaires à la Loire. La rue Nationale recouvre une voie antique. Une voie parallèle à la rue Nationale, implantée environ 80 m plus à l'est et reconnue lors d’un sondage effectué en bordure de la rue de Lucé, est assimilée au cardo maximus ; elle a fait l'objet de réfections régulières ; ni sa longueur ni sa largeur n’ont pu être estimées. Une autre voie, sensiblement recouverte par la rue de la Grandière, a elle aussi été utilisée sur une longue période. L'actuelle rue Descartes semble elle aussi la survivante d'un cardo de Caesarodunum. À l'est de la ville, la rue Jules-Simon et la rue Bernard-Palissy paraissent également avoir une origine antique, le tracé légèrement courbe de cette dernière pouvant même laisser supposer une ancienneté encore plus grande.
Deux decumani, parallèles à la Loire ont également été identifiés. Recouverte par la rue de la Scellerie, une voie qui a perduré jusqu'au IVe siècle, rechargée et refaite à de nombreuses reprises, partiellement bordée par un portique en bois et implantée dans l'alignement exact du petit axe de l'amphithéâtre, semble devoir tenir le rôle de decumanus maximus. Préfigurant le grand alignement actuel, de la rue Albert-Thomas à la rue Georges-Courteline qui reprend son tracé, une voie a peut-être été un chemin de rive de la Loire avant la conquête romaine ; son tracé a été identifié sur plusieurs kilomètres à l'est de Tours.

### Pont et embarcadère

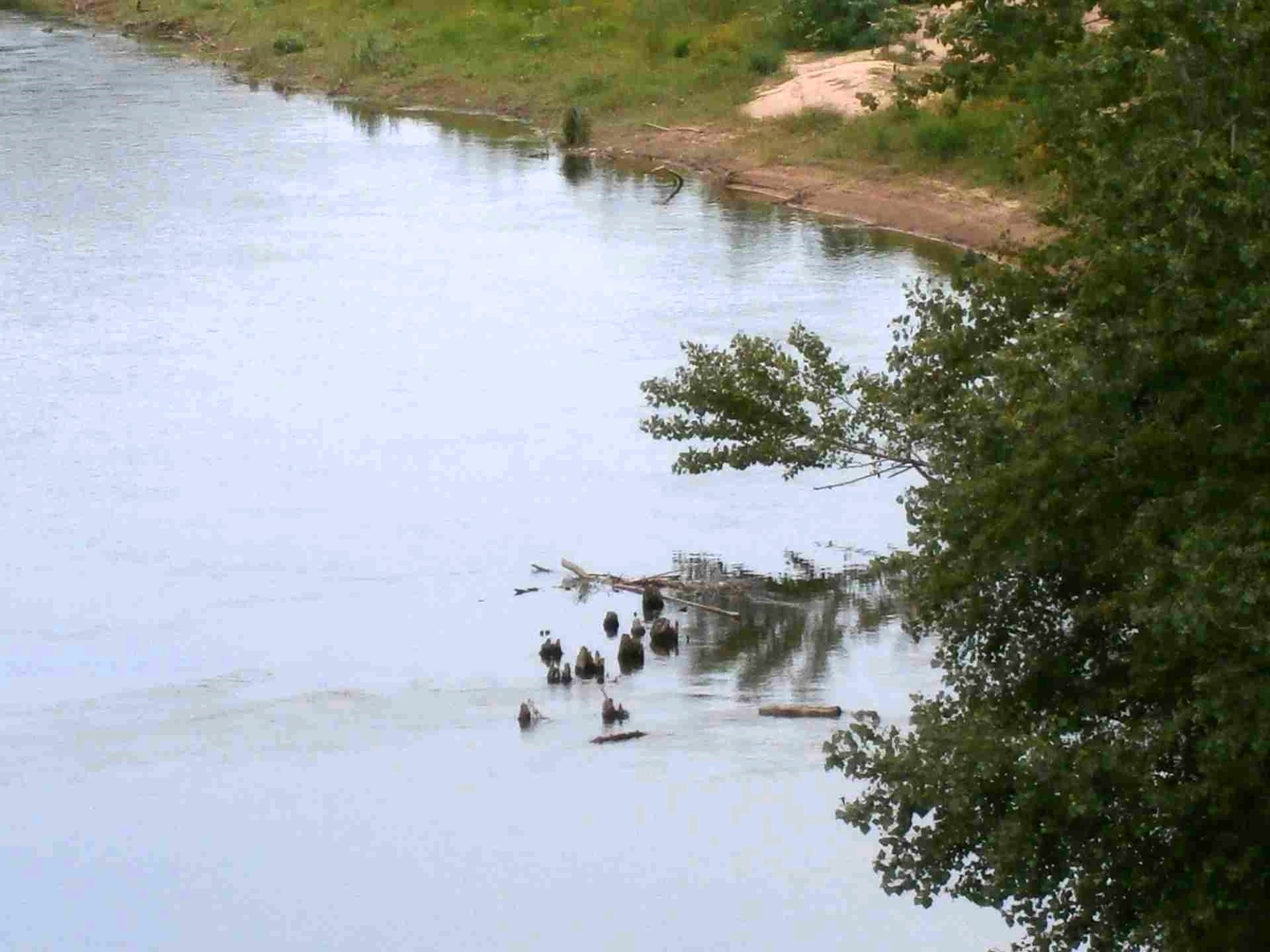
Vestiges de pieux du pont du Haut-Empire.

En 2003 puis en 2005, le niveau anormalement bas de la Loire a permis de découvrir des vestiges de pieux fichés dans le fleuve, à environ 50 m à l'est du pont Wilson. Ces vestiges ont été interprétés comme ceux d'un pont de bois long d'au moins 560 m qui permettait le franchissement du fleuve, longueur à comparer aux 434 m du pont Wilson. Sur la rive sud, la culée en maçonnerie de ce pont a été retrouvée, en alignement de la voie proposée comme étant le cardo maximus. Construit au milieu du Ier siècle, ce pont fut en service jusqu'à la fin du IIe siècle.
Des fouilles sur le site d'une ancienne clinique de Tours, au nord de la rue Georges-Courteline, dans la partie ouest de Tours, ont révélé la présence d'un embarcadère du Ier siècle composé de caissons en bois et d'une rampe inclinée d'accès au fleuve. Cet embarcadère sera abandonné au IIIe siècle après des inondations l'ayant totalement ensablé.

### Monuments et équipements publics

#### Amphithéâtre

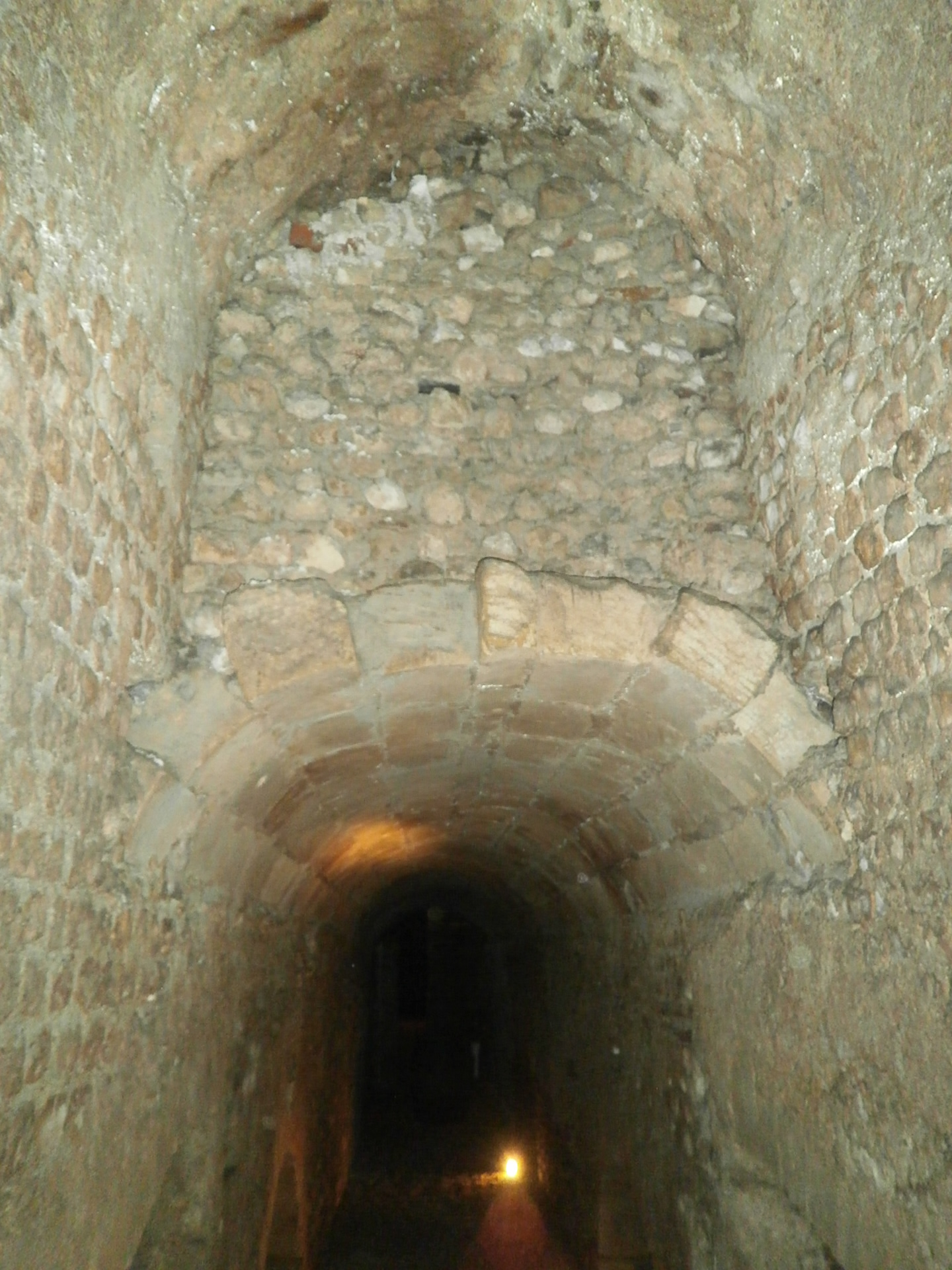
Vestiges d'un vomitoire de l'amphithéâtre

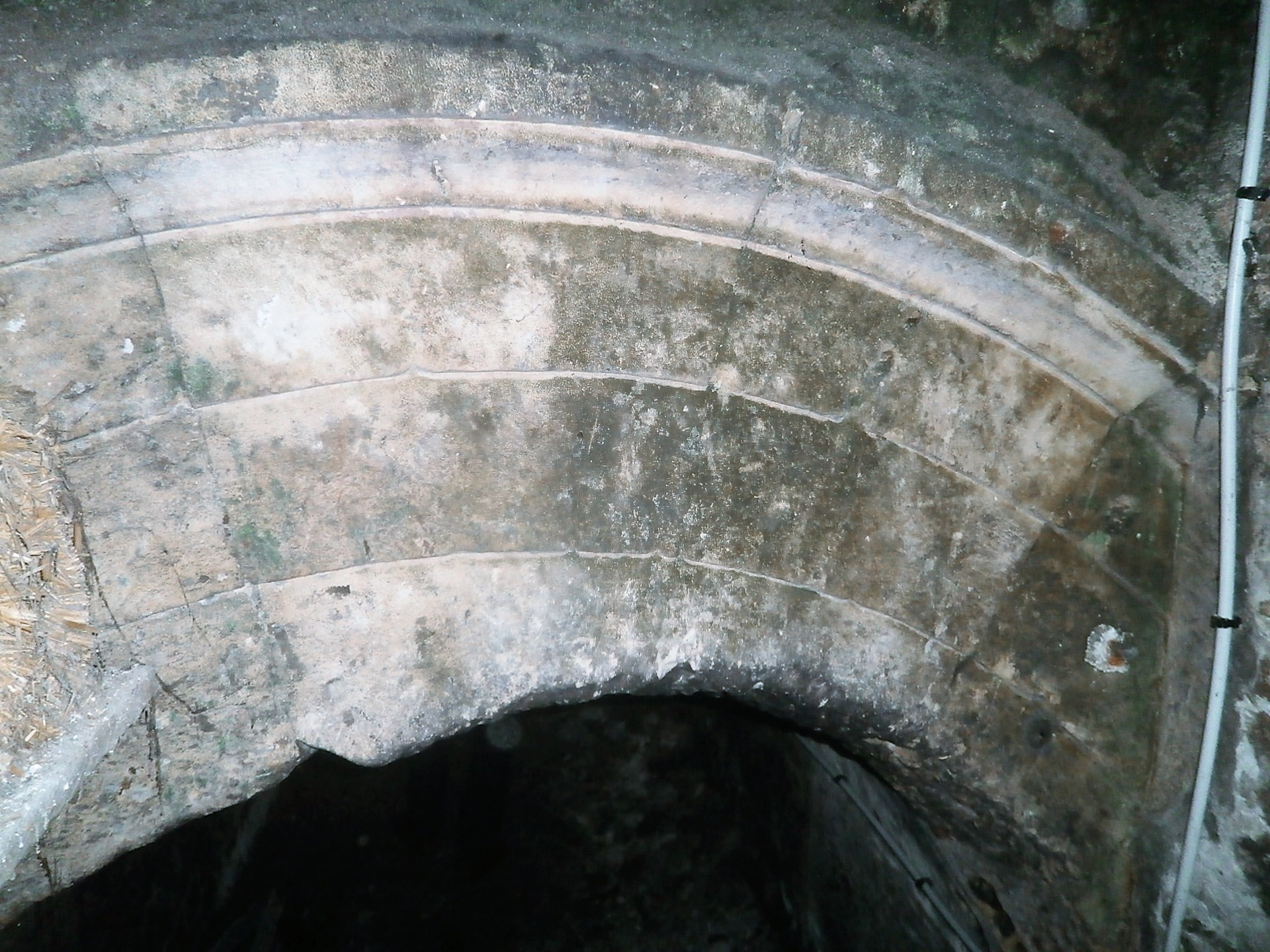
Arc décorant l'entrée d'un vomitoire.

Un amphithéâtre, situé à l'est de la zone urbanisée, a été construit dans la seconde moitié du Ier siècle de notre ère sur une butte surmontant de quelques mètres le niveau général du sol antique; de type massif (la cavea est constituée d'un remblai en terre maintenu par le mur de façade et celui du podium) mesurant 112 × 94 m, sa capacité est estimée à 14 000 spectateurs environ. Il fut agrandi vers le milieu ou dans la seconde moitié du IIe siècle, portant ses dimensions à au moins 156 × 134 m et sa capacité à 34 000 places. Progressivement arasé au Moyen Âge, il fut oublié jusqu'à sa redécouverte en 1853 à l'occasion des premiers inventaires des vestiges gallo-romains de Tours. Les vestiges de cet amphithéâtre sont aujourd'hui enfouis le quartier canonial de la cathédrale Saint-Gatien de Tours ; ses murs en constituent, pour partie, les fondations alors que ses vomitoires ont été transformés en caves, parfois sur plusieurs niveaux ; seules deux rues, dont l’une emprunte le tracé du pourtour de sa cavea tandis que l'autre traverse l'arène, et le parcellaire rayonnant du quartier témoignent de son existence.

#### Grand temple

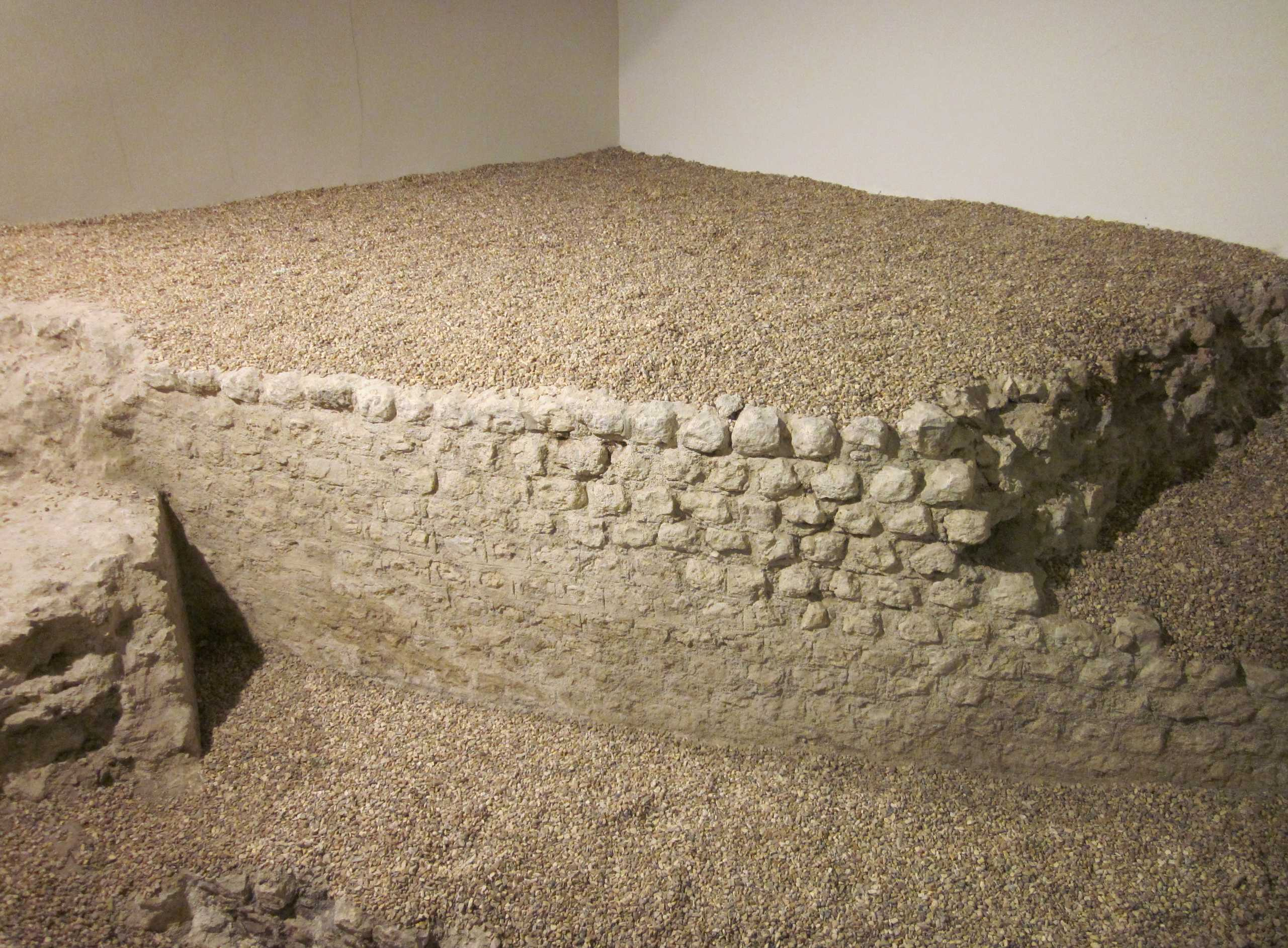
Vestiges de la cella du temple.

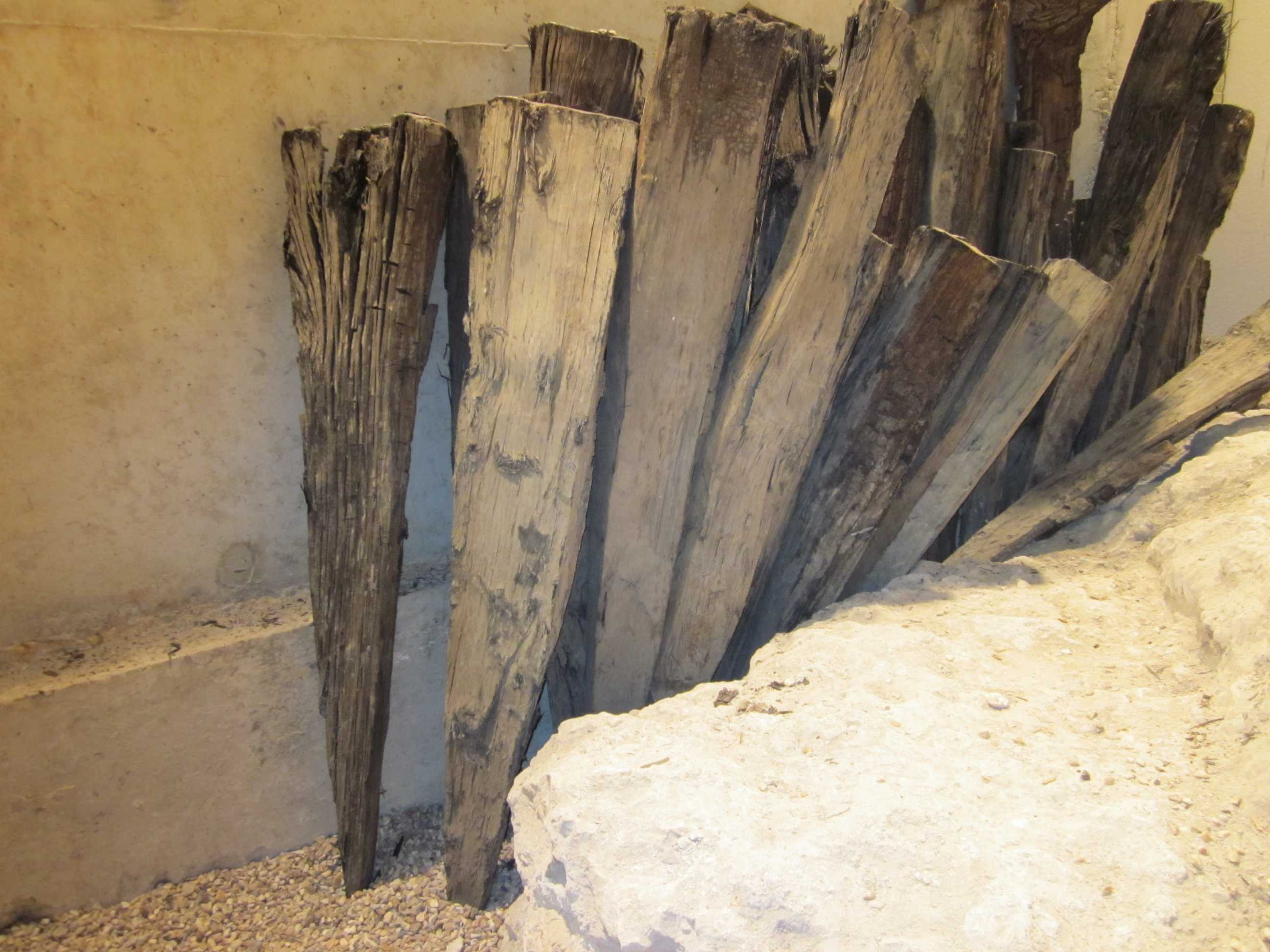
Pieux en bois des fondations du temple.

Les reconstructions consécutives aux dégâts de la seconde guerre mondiale à Tours furent, entre autres, l’occasion de mettre au jour les vestiges d'un imposant fanum, temple d'inspiration celtique, à l'est de la rue Nationale, à mi-chemin entre la place Jean-Jaurès et la Loire. Ces vestiges furent alors presque totalement détruits, mais de nouvelles fouilles en 1994, 2000 et 2002 ont permis de préciser la structure de l'édifice. Ce temple était composé d'une cella circulaire établie sur des fondations reposant sur des pieux de bois, d'un diamètre intérieur de 29,50 m dont le mur avait une épaisseur de 2,65 m ; sa hauteur reste inconnue. Cette cella s'ouvrait à l'est sur un pronaos à colonnes surélevé de 2,20 m et surmonté d'un fronton triangulaire. Des fragments de tambours de colonne et des chapiteaux retrouvés à proximité ont été attribués à ce temple. L'orientation vers l'est est classique pour ce type d'édifice ; le temple de Cæsarodunum devait s'ouvrir sur le cardo maximus. On estime que sa construction est intervenue vers la fin du Ier siècle, succédant à un premier édifice cultuel non identifié du début de ce siècle. Malgré des différences notables de structure et de dimensions, le temple de Tours étant encore plus grand, on peut comparer l’aspect du fanum de Caesarodunum à celui de la tour de Vésone à Périgueux, autre temple à cella circulaire en France.

#### Dispositifs d'alimentation en eau

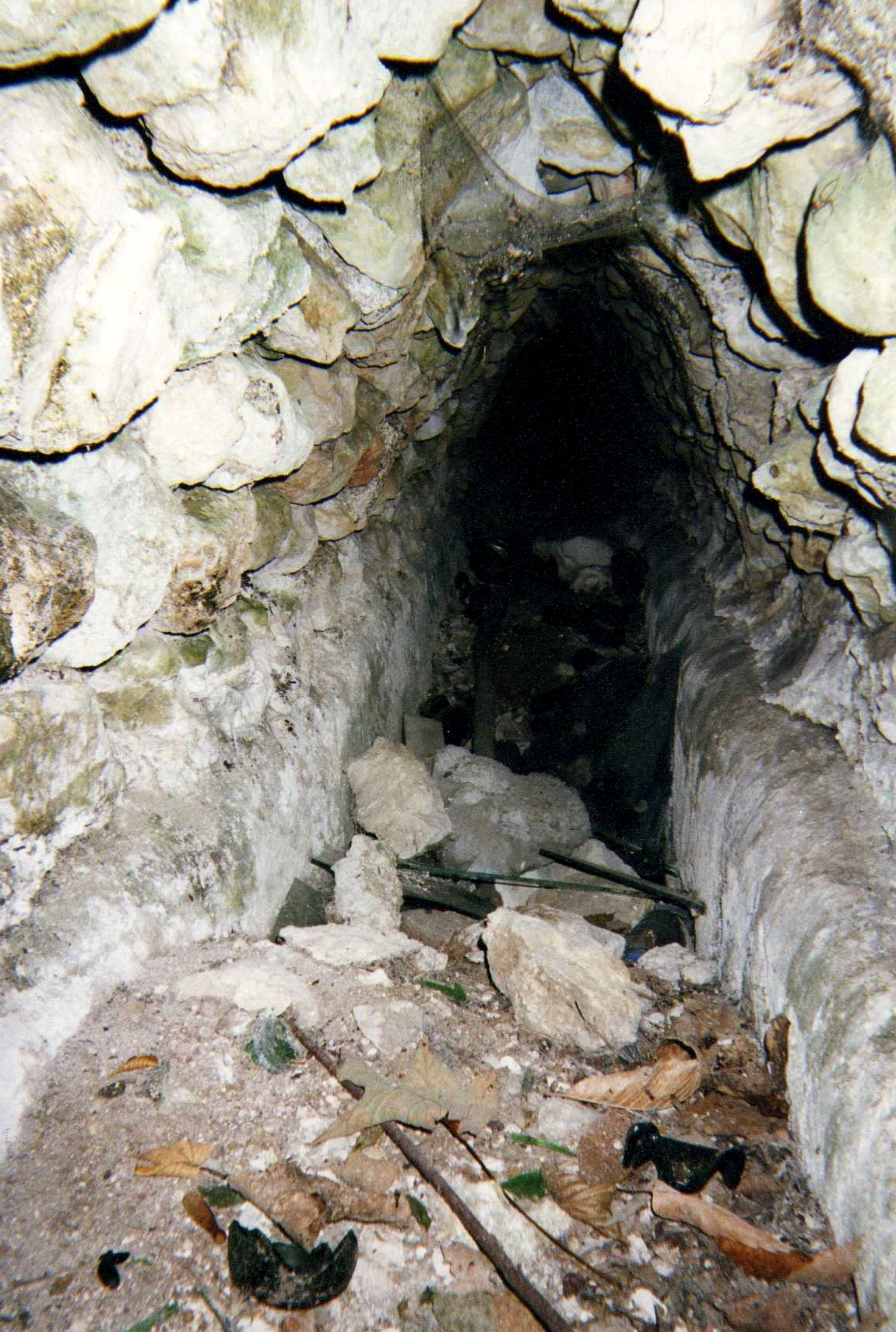
Coupe de l'aqueduc de Fontenay à Larçay.

Un aqueduc d'une longueur de 25 km captait les eaux de plusieurs sources près de Bléré et les acheminait jusqu'à Caesarodunum. Souvent nommé aqueduc de Fontenay du nom de son point de départ, son itinéraire est reconnu depuis Bléré jusqu'à Saint-Avertin le long de la vallée du Cher ; au-delà, son tracé vers Tours est inconnu, on ignore notamment comment il franchissait le Cher. Le plus souvent creusé au flanc du coteau de la rive sud du Cher, il franchissait toutefois les vallons sur des portions formées d’arches et de piles. Son débit maximal, estimé à 5 400 m3/jour, était inférieur aux besoins de la ville qui devait recourir à d'autres sources d'approvisionnement. Abandonné à une date indéterminée juste après une opération de nettoyage de son conduit, des vestiges en sont encore visibles sous forme d'amorces de piles à Athée-sur-Cher, ainsi qu'une coupe de la canalisation (specus) à Larçay, à 7,8 km au sud-est de Tours, à vol d'oiseau.
Les vestiges d'un second aqueduc ont été mis au jour lors de fouilles réalisées à l'est de l'église Saint-Julien ; ce site se trouvait en bord de Loire à l'époque antique. Un mur à arcades orienté nord-sud, interprété comme le support du canal de l'aqueduc, longeait à l'ouest la voie supposée être le cardo maximus de Caesarodunum. Au cours de la même fouille, un mur orienté est-ouest, au bord même de la Loire, fut identifié comme devant supporter une noria puisant l'eau du fleuve pour alimenter l'aqueduc. Mis en place au milieu du Ier siècle, ce dispositif semble n'avoir fonctionné que quelques décennies. Cette découverte vient s'ajouter à la liste des équipements analogues, jusqu'alors méconnus, découverts depuis la fin des années 1990 en France comme dans d'autres pays européens.

#### Thermes
Deux établissements thermaux publics ont été identifiés à Tours.
Le premier (« thermes du Sud ») se situe sous le Lycée Descartes, dans la partie méridionale de Caesarodunum, desservi par le présumé cardo maximus mais à l'écart des zones les plus densément peuplées. Probablement construit vers les années 60-70 de notre ère, agrandi à la fin du Ier siècle et resté en service jusqu'au IVe siècle, il a été fouillé de 1999 à 2002. La piscine froide du frigidarium entouré d'un portique à colonnades, un mur à absides au nord, la partie ouest de la palestre et, plus au sud, un vaste complexe de maçonneries aux affectations non encore précisées, peut-être le secteur des bains proprement dits donnent à ces thermes, très certainement publics en raison de leur taille et de leur technique de construction, une dimension de plusieurs milliers de mètres carrés. Les fouilles sont loin d’avoir dégagé l’ensemble de leurs vestiges dont la plupart restent enfouis sous le lycée Descartes.
Le second établissement thermal (« thermes de l'Est ») est situé près du château de Tours, au contact de la rive gauche antique de la Loire ; ses vestiges en furent fouillés entre 1974 et 1978, mais furent à l'époque attribués à un balnéaire privé. La réinterprétation récente des résultats de ces fouilles conduit à voir dans ces bâtiments les vestiges de thermes publics. Une cour intérieure ouverte servant de palestre (espace réservé aux exercices physiques), au sud une grande salle chauffée repérable à son hypocauste et à ses tubuli (probablement le tepidarium), à l’est un autre bâtiment non étudié et dont l’affectation n’est pas définie, ainsi qu’un couloir nord-sud offrant un accès direct à la Loire ont été identifiés. Ces thermes semblent avoir été construits, comme les précédents, vers 60 ou 70 et être restés en service, après réaménagements, jusqu'à la construction de l'enceinte tardo-antique de Tours qui en a oblitéré une partie.

#### Nécropoles
Deux nécropoles à incinération sont attestées pour la période du Haut-Empire.

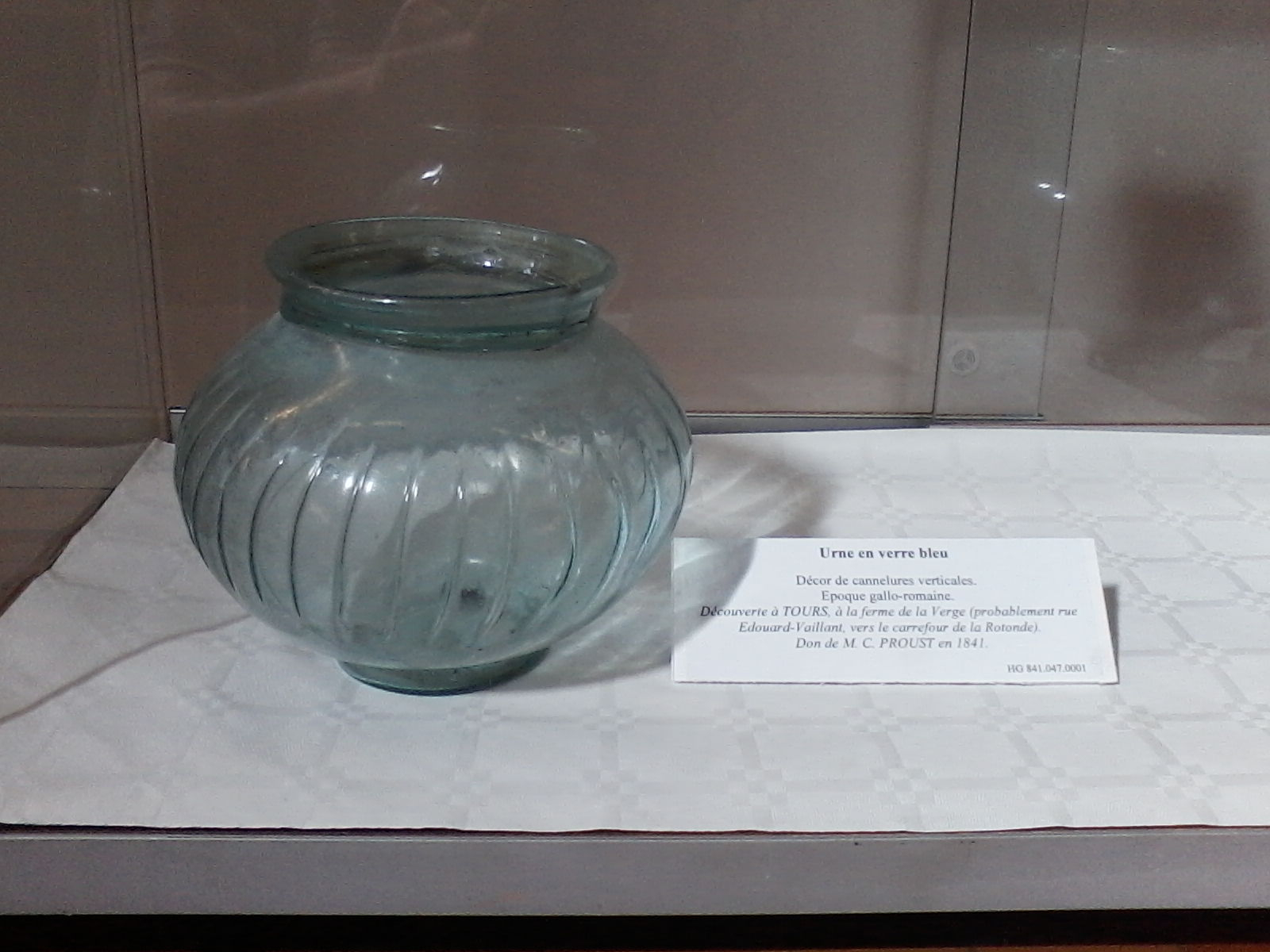
Urne funéraire (nécropole de la gare). Collection SAT.

En raison de sa localisation, la première d'entre elles est souvent dénommée « nécropole de la gare ». De grandes dimensions, elle s’étendait de la place de la gare (place du Général-Leclerc) à la rue Blaise-Pascal sur une longueur d’environ 750 m vers le sud, mais il n’est pas exclu qu’elle ait été encore plus vaste. Elle longeait la voie qui, en prolongement de la rue Bernard-Palissy, quittait Tours pour Saint-Avertin. Plusieurs campagnes de fouilles et de sondages l’ont mise au jour à la fin du XIXe siècle puis en 1993, à l’occasion de sondages près de la chapelle Saint-Lazare. La nécropole débutait dans la partie nord de la place du Général-Leclerc, immédiatement au sud d’un chenal fossile qui, à l’époque antique, limitait la zone urbanisée de Caesarodunum. Elle se prolongeait ensuite vers le sud, puis le sud-sud-est, après une interruption temporaire pour franchir une zone à l’époque très marécageuse ; la nécropole reprenait ensuite jusqu’au quartier du Sanitas. Le mobilier retrouvé indique que cette nécropole est la plus ancienne de Tours, datant peut-être dans sa partie nord de la fondation de la ville, alors que sa partie sud semble un peu plus récente (fin du Ier siècle et IIe siècle), avant l’abandon au IIIe siècle.
La seconde, souvent appelée « nécropole du Canal », se situait à l’est de Caesarodunum, le long de la voie conduisant vers Orléans par la rive gauche de la Loire (rue Albert-Thomas prolongée par la rue Blanqui), au niveau de l’actuel rond-point des Français Libres. Elle avait été identifiée en 1828 lors du creusement de la gare du canal reliant la Loire au Cher, à l’ouest de l’actuelle autoroute A10. Elle s’étendait certainement le long de la voie jusqu’à l’église de Saint-Pierre-des-Corps (dédicace révélatrice). Des urnes emplies de cendres et d’os calcinés ainsi que des vases à parfum en verre et en terre permettent de dater la nécropole de la fin du Ier siècle. Des stèles funéraires retrouvées dans les fondations de l'enceinte du Bas-Empire proviennent très certainement de cette nécropole.
Il est possible qu'une troisième nécropole soit implantée en bordure de la voie Orléans - Angers, sur la rive droite de la Loire au niveau de Saint-Cyr-sur-Loire, mais, en l'absence de fouilles, cela reste du domaine de l'hypothèse.
L'emplacement des nécropoles renseigne sur l'extension maximale théorique de Caesarodunum, même si les données à disposition ne permettent pas de se prononcer sur les limites réelles dde Caesarodunum.

#### Une inconnue: l'emplacement duforum
Le forum, aménagement incontournable des villes romaines, n'a pas été localisé à Caesarodunum. Toutefois, les données archéologiques les plus récentes (voirie, grand temple, thermes du lycée Descartes), permettent de le situer dans ce secteur qui semble constituer le cœur de la ville, même si son emplacement exact reste à définir : prenant en compte l'hypothèse probable selon laquelle le temple occupe le quadrant sud-ouest défini par le carrefour du cardo maximus et du decumanus maximus, le forum se situerait dans l'un des trois quadrants restants.

#### Des édifices publics non identifiés

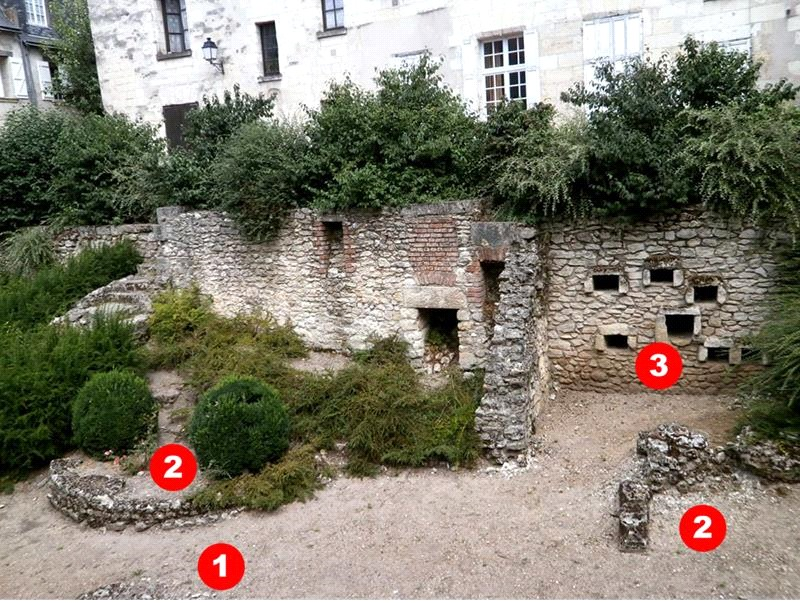
Le site de Saint-Pierre le Puellier.
(1) I - (2) IV
(3) XI

Au nord de la place Plumereau, actuelle, dans le secteur de Saint-Pierre-le-Puellier, des fouilles conduites en 1968 et 1971 ont mis au jour un important bâtiment du Ier siècle construit au contact de la berge antique de la Loire, peut-être un établissement thermal. La fosse de fouille, laissée à l'air libre, a été transformée en jardin archéologique.
Un théâtre ou un odéon auraient pu trouver place non loin de l'amphithéâtre, en bordure de Loire, mais aucun vestige archéologique ne l'atteste.
La réutilisation, dans les seuls soubassements de l'enceinte du Bas-Empire, de plus de 50 000 t de blocs de grande taille, parfois décorés, ainsi que le petit appareil de cette même enceinte, entièrement constitué de matériaux de remploi, prouvent que la parure monumentale de Casesarodunum ne se limitait pas aux édifices identifiés. Parmi ces bocs, dont l'origine et l'emplacement dans la ville sont inconnus, on peut citer, outre la frise décorée, déjà citée et qui servait de linteau à une poterne, deux tambours de colonne décorés de bas-reliefs ayant probablement appartenu à une colonne votive à Jupiter, le bloc de Diane qui représente une femme observant un cerf et un satyre, une tête de statue (Hercule ?), le bloc du dieu Fleuve représentant un personnage barbu, vêtu d'une toge, tourné vers un autre personnage (un Génie ?), ainsi que plusieurs blocs portant des inscriptions, dont les deux blocs célébrant la « cité libre des Turons ».

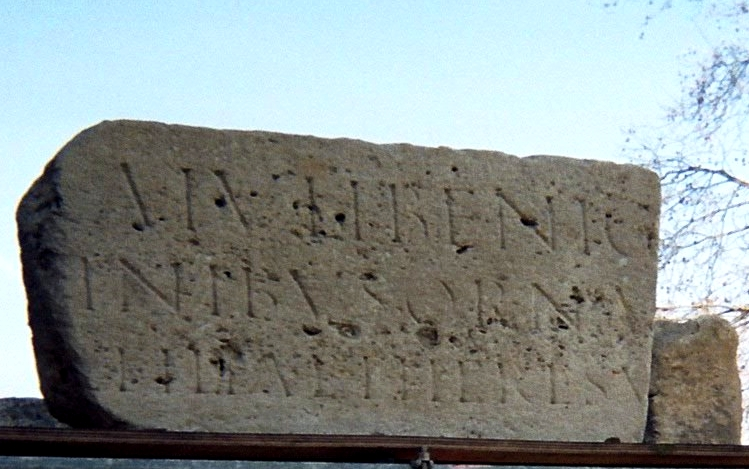
Partie d'un bloc gravé trouvé à Tours.

Une inscription gravée, répartie sur cinq ou six blocs d'une frise datés du milieu du IIe siècle évoque une prêtresse d'un culte à Auguste. Dans le rendu ci-dessous, les parties en gras correspondent au bloc présenté sur la photo ci-contre ; entre parenthèses, les parties restituées de l'inscription.
(IVLIA SEVE)RA, IVLI BENIG(NI FILIA, FLAMIN)ICA DIV(AE AVGVSTAE,
BASILICAM CUM O)MNIBVS ORNAMENTIS SVIS, AEDIFICAV(IT, HOC CH)ALCHIDIVM
BENIGNA (?) FILIA ET HERES, V(T MATER JVSSERAT, PECVNIA SVA CONSV)MMAVIT.
La traduction proposée fait référence à Julia Severa, flamine à Auguste, qui a construit une basilique et tous ses ornements et qui a achevé le chalcidicum. Ces blocs auraient appartenu à un monument situé dans la partie de Caesarodunum comprise dans l'enceinte du castrum ; il pourrait s'agir d'une basilique restée debout jusqu'au IXe siècle, époque à laquelle des blocs y ont été prélevés pour effectuer des réparations à la façade effondrée de l'amphithéâtre.

### Voies de communication régionales et commerce

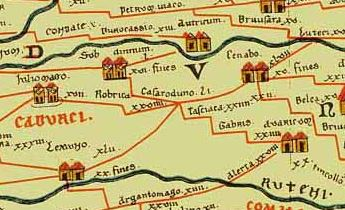
Extrait de la Table de Peutinger centré sur Caesarodunum.

La ville se trouvait au centre d'un réseau de voies antiques, dont plusieurs étaient certainement d'origine préromaine, qui rayonnent vers d'autres « capitales » de cités : Avaricum (Bourges), Cenabum (Orléans), Juliomagus (Angers), Limonum (Poitiers) et Vindunum (le Mans). Ces cinq liaisons figurent sur la Table de Peutinger, sur laquelle Caesarodunum est orthographiée « Casaroduno » et n'est pas, au contraire de la plupart des autres stations, illustrée par une vignette. Pour compléter ce réseau routier principal, il faut y ajouter une voie qui reliait Caesarodunum à Autricum (Chartres), mais qui ne figure pas sur la table de Peutinger. Enfin, il convient de mentionner les voies secondaires qui reliaient Caesarodunum à Loches et à Chinon.
La navigation fluviale était, à l'époque gallo-romaine, un mode de transport très utilisé pour les marchandises, et la Loire navigable servait certainement de voie de communication privilégiée, comme en témoignent la présence de l'embarcadère identifié à Tours et le mobilier retrouvé lors de différentes fouilles : chapiteau en marbre blanc d'Italie, meules en lave d'Auvergne, amphores de vin d'Italie, céramique sigillée de différentes provenances, dont la Graufesenque (Aveyron) et coquillages de la côte atlantique. Strabon, dans sa Géographie, se réjouit d'ailleurs de la présence de fleuve, « relais naturel [du Rhône] en direction de l'Océan. »

### Habitats et artisanat

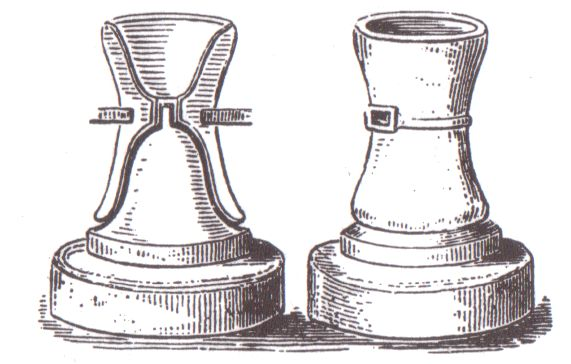
Meules romaines (Ostie, Italie), comparables à celles trouvées à Caesarodunum.

Les premières domus construites à Caesarodunum n'ont laissé que très peu de vestiges ; elles étaient probablement construites en bois et torchis, à toiture de chaume ou bruyère, tous matériaux périssables. Dans la seconde moitié du Ier siècle, les techniques de construction évoluent avec la mise avec la mise en œuvre de soubassements maçonnés et de toitures en tuiles. Quatre domus à péristyle ont été mises au jour, dont une équipée d'un balnéaire privé, ainsi qu'une demi-douzaine d'autres plus modestes. Aucune d'entre elles ne semblait reliée à un système d'adduction d'eau, disposition peut-être inutile dans une zone où la présence d'une nappe phréatique à faible profondeur favorise le forage de puits,. Leur répartition spatiale dans l'aire de Caesarodunum n'est pas révélatrice, leur découverte étant liée aux opportunités de fouilles. Une fouille préventive réalisée en 2006 et 2007 dans la partie sud de la ville antique, à l'ouest de l'actuelle rue Nationale, a révélé l'existence d'une vaste zone résidentielle des Ier et IIe siècles, caractérisée par un lotissement pérenne de l'espace étudié, suggérant une organisation cadastrale (jamais encore observée à Caesarodunum) de cette partie de la ville.
Les activités artisanales identifiées à Caesarodunum, charpenterie, taille de la pierre, atelier de bronzier, semblent prioritairement liées aux chantiers de construction ; la production de biens de consommation semble être marginale (poterie, ameublement). Les métiers de bouche sont identifiés grâce à leurs dépotoirs spécifiques sur trois sites (os, coquilles d'huîtres déjà citées) ou par les outils utilisés, comme les meules attestant de la présence de boulangeries artisanales (leur grande taille, avec un diamètre de 0,75 m semble les réserver à un usage artisanal) ou encore des pesons de tisserands,.

### Objets d'usage courant
Le mobilier retrouvé sur plusieurs sites est très diversifié : cuillères en bronze, cuillères à fard en os, lampe à huile en bronze, miroir en bronze, miroir en bronze, statue de cerf en bronze. Certains de ces éléments, comme les cuillères à fard, ont peut-être appartenu à des personnages faisant partie de l'élite de Caesarodunum ou à leur famille.

### Cas particulier des monnaies
De nombreuses monnaies ont été retrouvées sur les différents sites fouillés, une vingtaine de potins gaulois et plus de 1 100 monnaies romaines, ces dernières ayant pu être frappées entre 32 av. J.-C. (Marc-Antoine) et l'an 408 de notre ère (Arcadius). Le fait qu'elles aient circulé pendant très longtemps après leur frappe interdit de les utiliser comme élément de datation. S'agissant toutefois de monnaies de faible valeur numéraire, on peut en conclure qu'elles étaient utilisées pour les échanges commerciaux quotidiens, comme les achats d'alimentation.

### Hygiène publique dans la ville antique
Caesarodunum disposait-elle d'un réseau d'évacuation des eaux usées et des eaux de pluie ? Les découvertes très parcellaires ne permettent pas de se prononcer à ce sujet : des caniveaux bordant certaines voies ont été identifiés,,, ainsi qu'un probable tronçon d'égout, orienté nord-sud, repéré en deux endroits le long d'une même voie.
La découverte d'une zone de comblement du chenal fossile, en périphérie sud-est de la ville, a montré l'existence d'un important dépotoir. La nature des déchets retrouvés, leur volume et leur stratification dans le fond du chenal ainsi que l'absence de dépotoirs domestiques liés aux domus mises au jour suggèrent la mise en place d'un système de ramassage des ordures domestiques dans la ville antique et leur dépôt au fond de l'ancien chenal.

## Évolution de la ville au Bas-Empire
Dès le IIIe siècle, la ville semble avoir abandonné son nom de Caesarodunum pour adopter progressivement, à la fin du IVe siècle ou au début du Ve siècle, celui de Civitas Turonorum (Cité des Turons), le terme de « cité » s'appliquant désormais à la ville et non au territoire. Sa morphologie a également beaucoup changé. Le tissu urbain s’est, depuis plusieurs décennies, progressivement rétracté des marges de la cité vers le front de Loire moins exposé aux inondations et où se concentrait déjà la zone la plus densément peuplée. Certains historiens ont même parlé d'« échec urbain » spécifique à Tours. Avec le recul, cette appréciation semble devoir être tempérée ; les raisons de cette évolution, à laquelle on assiste pour la grande majorité des villes de la Gaule romaine pendant l'Antiquité tardive, ne sont pas connues avec précision. Elles sont certainement multiples ; on peut avancer une baisse de l’activité économique liée à la crise du troisième siècle de l'Empire romain, et le retentissement de cette crise sur le fonctionnement de l'administration ; plus spécifiquement, pour Tours, de possibles dégâts dus à des crues de la Loire, comme elle en connut à cette période, ont pu avoir leur part de responsabilité dans le processus de recul de l'espace urbain.
En même temps que l’économie devient moins florissante, les conditions de sécurité se dégradent : des bandes de pillards, composées pour partie de déserteurs de l’armée romaine, se livrent à des attaques contre les villes : ce sont les Bagaudes ; sur la frontière germanique de l’Empire romain, les légions se font moins nombreuses et peinent à contenir les premières invasions barbares.
C’est pourtant à cette époque, entre 364 et 388, que Tours, à la faveur d'une réorganisation administrative de l'Empire romain, est élevé au rang de capitale de la IIIe Lyonnaise, province nouvelle créée qui regroupe la Touraine, l'Anjou, le Maine et la Bretagne.

### Fortifications

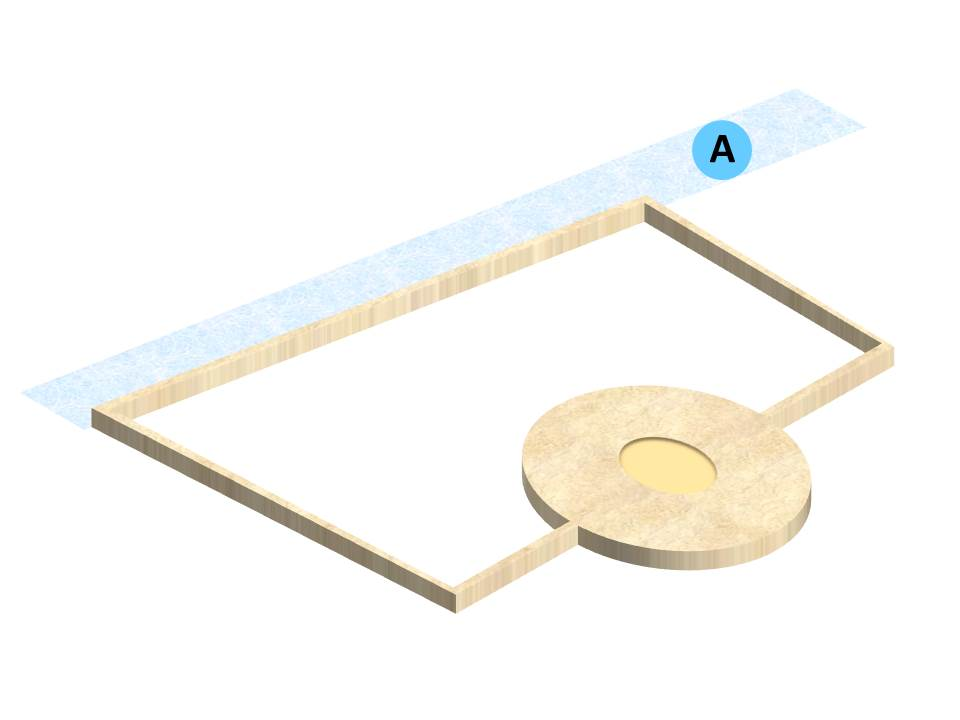
Restitution schématique possible du castrum intégrant l'amphithéâtre.
(A) La Loire.

#### L'amphithéâtre fortifié
Vers l’an 300, un mur est annulaire est construit dans la structure de l'amphithéâtre de Tours en même temps que certains accès du monument sont condamnés et qu’un fossé est creusé à sa périphérie. L'objectif de tous ces travaux ne fait guère de doute : face à l’insécurité qui règne alors, il faut offrir aux habitants de la ville un refuge temporaire en cas d'attaque ; c’est le nouveau rôle dévolu à l'amphithéâtre ainsi fortifié.

#### Enceinte ducastrum
Environ 50 ans après la fortification individuelle de l'amphithéâtre, la ville se dote d’une enceinte destinée à abriter les sièges des pouvoirs administratifs et religieux, mais qui reprend également le rôle d’abri provisoire des populations environnantes en cas de menace. Le tracé de l'enceinte sera déterminé par la présence de l'amphithéâtre qui y sera intégré comme un bastion. De forme sensiblement trapézoïdale, l'enceinte du castrum comporte seize tours, probablement une entrée monumentale constituée par les vomitoires de l’amphithéâtre, deux portes est et ouest et au moins deux poternes. Cette enceinte particulièrement bien conservée, est toujours bien visible dans les quartiers est de Tours.

### Autres monuments et aménagements publics
Exception faite de l'amphithéâtre, plus aucun monument public ne semble être régulièrement entretenu dès le IIIe siècle. Ils sont même démontés et leurs pierres récupérées pour permettre la construction de l'enceinte du castrum. Les thermes (?) de Saint-Pierre-le-Puellier, à l'ouest, sont réaménagés et destinés à une activité artisanale ; on pense à des tanneries réutilisant les anciens bassins et les piscines.
Les nécropoles à incinération du Haut-Empire sont remplacées par des nécropoles à inhumation, rite guidé par le développement du christianisme. Ces nécropoles se rapprochent progressivement de la zone urbanisée en réutilisant des sites habités ou aménagés sous le Haut-Empire : l'ancien embarcadère, mais surtout le quartier des Halles, là où Martin sera inhumé à la fin du IVe siècle.

### Pont et trame viaire

Vestiges du pont du Bas-Empire.

En même temps que l'enceinte du castrum était construite, un pont de bois était lancé sur la Loire, aboutissant au milieu de la face nord de l'enceinte ; une poterne était certainement ouverte à ce niveau et il est probable qu'une voie, à l'intérieur du castrum, rejoignait l'amphithéâtre dont le grand axe est dans l'alignement exact de la tête du pont. Succédant directement au pont du Haut-Empire démonté, il bénéficiait d'un emplacement stratégique permettant, dans une époque de relative insécurité, de contrôler la traversée de la Loire, le passage par le castrum étant obligatoire pour quitter le pont ou s'y engager. Ce pont fut identifié après une baisse significative du niveau estival et automnal de la Loire en 2000, 2003 puis 2005, les vestiges de ses pieux ayant pourtant été observés depuis 1978, mais n'avaient pas été correctement interprétés ; il a été reconnu sur la presque totalité de la largeur du fleuve. On ignore quand il a été désaffecté.
L'état de délaissement observé pour les monuments publics semble s'étendre aux voies de circulation. À l'exception des deux voies parallèles à la Loire, de la rue Bernard-Palissy et peut-être de la rue Descartes selon leurs appellations modernes, tout le réseau routier semble avoir disparu du paysage urbain. Dans le castrum par contre, les voies de circulation sont repensées et s'organisent autour d'un axe ouest-est reliant les deux portes principales de la ville et un axe nord-sud allant de l'amphithéâtre au pont. Des voies secondaires, parallèles à ces deux axes, reconstituent une trame orthogonale. La médiévale place des Petites-Boucheries pourrait être une survivance du forum de cette cité.

### L'habitat en question
À l'intérieur du castrum, les thermes de l'Est ont repris leur activité après le réaménagement imposé par la construction de la muraille, mais cette reprise n'est que temporaire, pour quelques décennies semble-t-il, et sous forme de balnéaire privé plus probablement. Hormis trois domus, dont celle à laquelle semble rattaché le balnéaire, aucun habitat n'a été formellement identifié dans le périmètre de l'enceinte.
Dès le milieu du IIIe siècle parfois, et en tout cas au IVe siècle, les habitats situés à l'extérieur de l'enceinte paraissent abandonnés, à l'exception de l'un d'eux auquel est adjoint un balnéaire ; aucune habitation nouvelle de cette période n'a été encore mise au jour. Cette situation signifie-t-elle pour autant que l'espace urbain du Haut-Empire est déserté, ou bien l'environnement du castrum est-il toujours habité, mais selon un mode de vie totalement renouvelé et pas encore identifié ? La question reste posée.

### Saint Martin et l'essor du christianisme

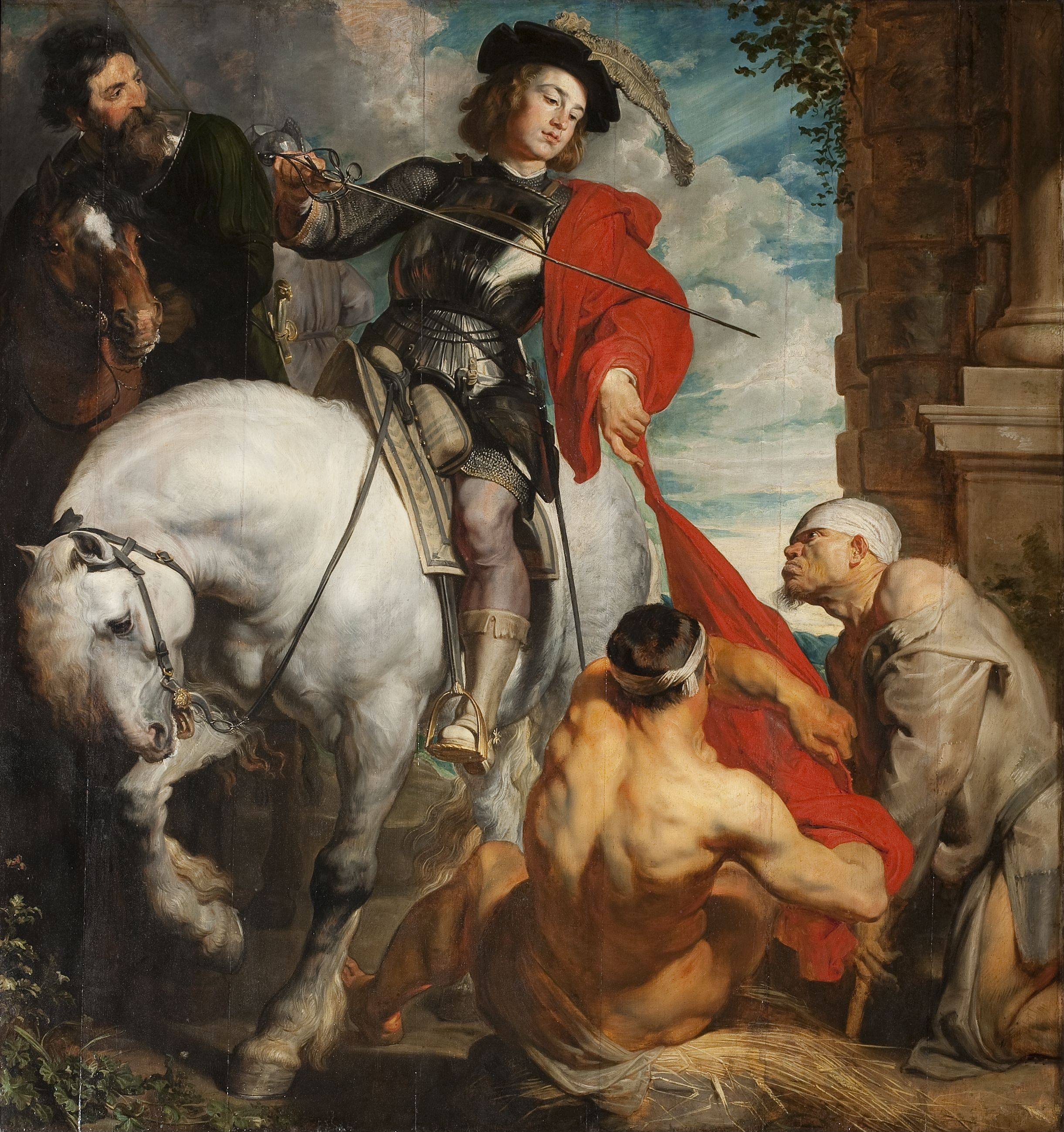
Martin partageant son manteau, par Antoine Van Dyck, (1618).

De nombreux ouvrages sur l'histoire de la Touraine présentent saint Gatien comme le premier évangélisateur de la Touraine. Les historiens semblent se retrouver aujourd'hui pour reconnaître le caractère légendaire de cet épiscopat, et attribuer à Lidoire, ou Litorius, un notable tourangeau, la fonction de premier évêque de Tours, de 337 ou 338 jusqu'à 370 ou 371. C'est Lidoire qui fera construire, à l'intérieur du castrum de Tours, probablement entre 350 et la fin de son épiscopat, l'ecclesia prima, à l'emplacement de la cathédrale actuelle ; Lidoire aménagera également, à 1,2 km à l'ouest du castrum, la maison d'un sénateur en une basilique dans laquelle il sera inhumé.
La grande figure du christianisme tourangeau est sans conteste Martin de Tours. Cet ancien soldat de l'armée romaine est élu évêque de Tours le 4 juillet 371, comme successeur de Lidoire. Il évangélise inlassablement les campagnes de Touraine et se fait apprécier de la population par sa simplicité et son inlassable charité. S'il bâtit les premières églises rurales et fait construire le monastère de Marmoutier, sur la rive droite de la Loire, aucun édifice religieux d'envergure ne peut lui être attribué à Tours même. C'est après sa mort, survenue en 397, et son inhumation dans une nécropole située à l'ouest du castrum, que la construction d'une chapelle puis d'une basilique au-dessus de son tombeau sera le point d'accrétion du nouveau pôle urbain constituant à partir du Xe siècle l'un des éléments d'une ville de Tours bipolaire. Malgré tout, pendant son épiscopat, sa renommée attire à Tours et à Marmoutier de nombreuses personnes, ce qui profite à la ville.

## De la ville antique à la ville moderne
Le Ve siècle voit s'amorcer un changement qui deviendra radical dans l'histoire et la géographie de Tours. Saint Martin a été inhumé à 1,5 km à l'ouest du castrum, rebaptisé la Cité. Sur son tombeau, l'un de ses successeurs, l'évêque Perpetuus fait construire à partir de 471 une basilique qui va devenir le centre d'un pèlerinage important, aussi réputé que celui de Rome au IXe siècle ; autour de cette basilique, plusieurs couvents et des marchands vont s'installer, attirant encore plus de pèlerins. Cet embryon de noyau urbain va grandir de plus en plus alors que le Cité n'évolue guère, abritant principalement un quartier canonial autour de sa cathédrale.
Si l'histoire de Tours jusqu'à la fin du VIe siècle est bien connue grâce aux écrits de Grégoire de Tours et notamment l'Histoire des Francs, il n'en est pas de même des trois siècles qui suivront, en l'absence de source écrite fiable. De plus, sur le plan archéologique, les vestiges sont presque inexistants ou, plus exactement, difficiles à interpréter. Les strates archéologiques surmontant celles du Bas-Empire sont constituées de terres noires, structure assez homogène assez pauvre en traces d'occupation humaine, largement rencontrée en Europe de l'Ouest et du Nord pour la même époque archéologique. Les terres noires ont été interprétées au début des années 1980 comme un abandon des activités humaines et un retour à la ruralisation des territoires mais les archéologues préfèrent, en ce début du XXIe siècle, y voir peut-être la traduction d'un nouveau mode de vie encore mal connu.

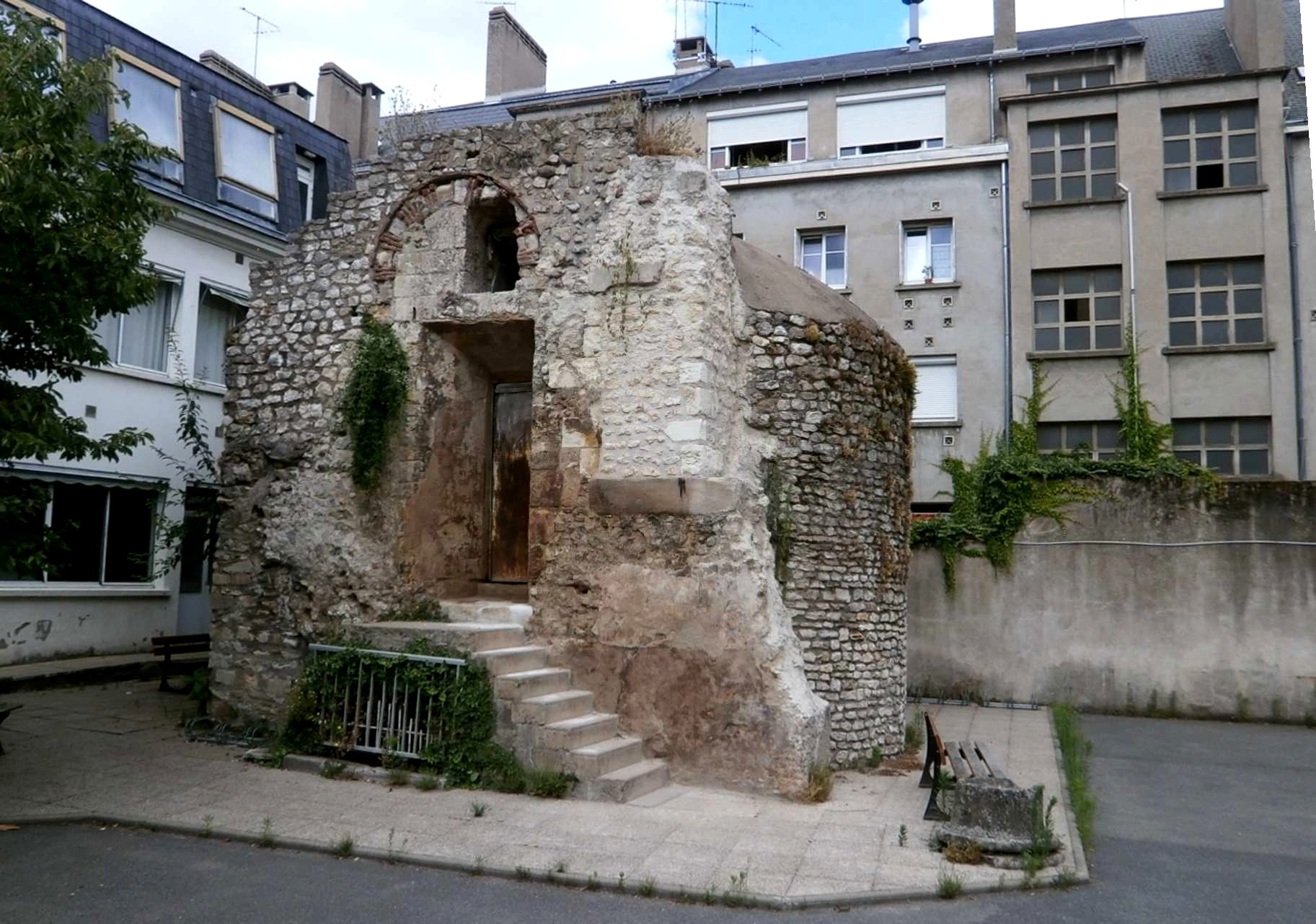
Tour de l'enceinte de Châteauneuf.

Au Xe siècle, le bourg de Saint-Martin, que l'on appelle le Châteauneuf de Saint-Martin, s'entoure lui aussi d'une enceinte défensive mais surtout destinée à affirmer l'identité martinienne, alors qu'une nouvelle basilique romane y est construite. Entre les eux pôles, le long des deux voies parallèles à la Loire qui ont survécu depuis l'Antiquité, se construisent des couvents et quelques habitations. Châteauneuf continue de s'agrandir, de s'enrichir surtout, pendant que la Cité donne l'impression de s'assoupir malgré la construction d'un pont roman par le comte Eudes II de Blois, Tours faisant alors partie de ses possessions.
Cette ville bipolaire va subsister jusqu'au milieu du XIVe siècle où, face aux menaces répétées de la guerre de Cent Ans, les deux entités seront réunies dans une seule et même enceinte dont la construction est autorisée par lettres patentes du roi Jean le Bon datées de mars 1356 : la ville « unifiée » de Tours vient de naître.

## Pour en savoir plus

#### Publications consacrées l'archéologie et l'histoire de Tours et de l'Indre-et-Loire
- Pierre Audin, Tours à l'époque gallo-romaine, Saint-Cyr-sur-Loire, Alan Sutton, 2002, 128 p. (ISBN 2-84253-748-3).
- Bernard Chevalier (dir.), Histoire de Tours, Toulouse, Privat, mai 1985, 415 p. (ISBN 2-7089-8224-9).
- Jean-Mary Couderc (dir.), Dictionnaire des communes de Touraine, Chambray-lès-Tours, CLD, 1987, 967 p. (ISBN 2-85443-136-7).
- Claude Croubois (dir.), L’indre-et-Loire – La Touraine, des origines à nos jours, Saint-Jean-d’Angely, Bordessoules, coll. « L’histoire par les documents », 1986, 470 p. (ISBN 2-903504-09-1).
- Jacques Dubois, Archéologie aérienne : patrimoine de Touraine, Saint-Cyr-sur-Loire, Alan Sutton, 2003, 190 p. (ISBN 2-84253-935-4).
- Henri Galinié (dir.), Tours antique et médiéval. Lieux de vie, temps de la ville. 40 ans d'archéologie urbaine, Supplément à la RACF n° 30, numéro spécial de la collection Recherches sur Tours, Tours, FERACF, 2007, 440 p. (ISBN 978-2-913272-15-6).
- Henri Galinié, Philippe Husi, James Motteau et al., Des Thermes de l'Est de Caesarodunum au Château de Tours : le site 3 : 50e supplément à la Revue archéologique du centre de la France (RACF), Tours, FERACF, coll. « Recherches sur Tours 9 », juin 2014, 170 p. (ISBN 978-2-913272-36-1), complément électronique en ligne.
- Michel Provost, L'Indre-et-Loire, Paris, Académie des inscriptions et belles-lettres, coll. « Carte archéologique de la Gaule » (no 37), 1988 (ISBN 2-87754-002-2)
- Anne-Marie Jouquand, Élisabeth Lorans et Jacques Seigne (dir.), Tours, Paris, Académie des inscriptions et belles-lettres, coll. « Carte archéologique de la Gaule » (no 37/2), 2024 (ISBN 978-2877547031).
- Samuel Riou et Bruno Dufaÿ, Le site de la chapelle Saint-Libert dans la cité de Tours, Mémoire LXXIII de la Société archéologique de Touraine - 61e supplément à la Revue archéologique du centre de la France, Tours, FERACF, 2016, 224 p. (ISBN 978-2-913272-47-7).

#### Publications consacrées au monde romain
- Gérard Coulon, Les Gallo-Romains, Paris, Errance, coll. « Civilisations et cultures », 2006, 219 p. (ISBN 2-87772-331-3).
- Georges Duby (dir.), Histoire de la France urbaine, vol. 1 : La ville antique, des origines au IXe siècle, Paris, le Seuil, coll. « L’univers historique », 1980, 601 p. (ISBN 2-02-005590-2).